# منتخب أيرلندا الشمالية للكريكت
منتخب أيرلندا الشمالية الوطني للكريكت (بالإنجليزية: Northern Ireland national cricket team)‏ هو ممثل أيرلندا الشمالية الرسمي في المنافسات الدولية في الكريكت .